# Chaenogobius gulosus
Chaenogobius gulosus es una especie de peces de la familia de los Gobiidae en el orden de los Perciformes.

## Morfología
- Los machos pueden llegar a alcanzar los 11,7 cm de longitud total.
- Número de vértebras: 33.[1][2]

## Distribución geográfica
Se encuentra en el Japón

## Observaciones
Es inofensivo para los humanos. 